# Tom Regan
Tom Regan (Pittsburgh, Pennsylvania, 1938. november 28. – Raleigh, Észak-Karolina, 2017. február 17.) amerikai filozófus.

## Főbb művei
- All That Dwell Therein: Essays on Animal Rights and Environmental Ethics (1982)
- The Case for Animal Rights, University of California Press (1983, 1985, 2004)
- Bloomsbury’s prophet: G.E. Moore and the development of his moral philosophy (1986)
- G. E. Moore: The Early Essays (1986)
- Animal Sacrifices: Religious Perspectives on the Use of Animals in Science (1986)
- The elements of ethics / G.E. Moore; edited and with an introduction by Tom Regan (1991)
- Defending Animal Rights (2001)
- Empty Cages & Animal Rights, Human Wrongs (2004)
- "Die Tierrechtsdebatte" (2007)